# Maurice Tomi
Pour les articles homonymes, voir Tomi.
Maurice Tomi est une personnalité du monde des affaires née le 5 juin 1924 à Curepipe, à Maurice, et morte le 2 octobre 1996 à Saint-Pierre de La Réunion. Il est connu pour avoir popularisé dans ce département d'outre-mer la case Tomi, un modèle de case créole.

## Biographie
Après des études secondaires à l’île Maurice, il entreprend des études de médecine en Angleterre, en 1945. Mais il les abandonne, revient dans les Mascareignes et transfère l’entreprise familiale de traitement du bois à l’île de La Réunion, où vivent ses sœurs, mariées à des Réunionnais.

## L'Entreprise Tomi
Dès 1960, Maurice Tomi a l'idée de construire des maisons (cases) avec des modules de bois que l’habitant pourrait agrandir et modifier à sa guise. Il met son projet à exécution après sa rencontre avec Louis Dubreuil, architecte pour le Crédit agricole. Lequel Crédit agricole instaure des prêts sur le long terme accessibles aux revenus les plus modestes.
Capable d’usiner la structure de 4 à 5 maisons par jour ouvrable, l’entreprise Tomi devient, dans les années 1960-70, l’entreprise de construction la plus importante de La Réunion.  Elle emploie  plus de 1800 salariés et a son siège au Port. L’entreprise Tomi a exporté son savoir-faire à Mayotte, en Australie et aux Antilles.

## Annexe